# Liste der Kulturgüter in Oberkulm
Die Liste der Kulturgüter in Oberkulm enthält alle Objekte in der Gemeinde Oberkulm im Kanton Aargau, die gemäss der Haager Konvention zum Schutz von Kulturgut bei bewaffneten Konflikten, dem Bundesgesetz vom 20. Juni 2014 über den Schutz der Kulturgüter bei bewaffneten Konflikten sowie der Verordnung vom 29. Oktober 2014 über den Schutz der Kulturgüter bei bewaffneten Konflikten unter Schutz stehen.
Objekte der Kategorien A und B sind vollständig in der Liste enthalten, Objekte der Kategorie C fehlen zurzeit (Stand: 1. Januar 2023). Unter übrige Baudenkmäler sind weitere geschützte Objekte zu finden, die in der Bau- und Nutzungsordnung der Gemeinde verzeichnet und nicht bereits in der Liste der Kulturgüter enthalten sind.

## Kulturgüter
| Foto |                                                                         | Objekt                                       | Kat. | Typ | Standort                         | Beschreibung |
| ---- | ----------------------------------------------------------------------- | -------------------------------------------- | ---- | --- | -------------------------------- | --- |
| ja   | Datei hochladen · Wikidata zu Kornspeicher (Q19362371)                  | Kornspeicher KGS-Nr.: 00201                  | A    | G   | Im Obersteg 106 651770 / 238468  | 1507/08 erbauter Getreidespeicher. Zweigeschossiger Blockbau unter abgewalmtem Reetdach. Vermutlich das älteste bäuerliche Ökonomiegebäude auf aargauischem Boden. |
| ja   | Datei hochladen · Wikidata zu Wohnhaus der ehemaligen Mühle (Q29580237) | Wohnhaus der ehemaligen Mühle KGS-Nr.: 15640 | B    | G   | Webereistrasse 6 651062 / 239301 | 1827 erbautes Wohnhaus. Dreigeschossiger Mauerbau unter Satteldach mit Gerschild und Ründe.                                                                        |

## Übrige Baudenkmäler
| ID | Foto |                                                      | Objekt                                              | Typ | Standort                                      | Beschreibung |
| -- | ---- | ---------------------------------------------------- | --------------------------------------------------- | --- | --------------------------------------------- | ------------ |
| 11 | ja   | Datei hochladen · Wikidata zu Schulhaus (Q105816402) | Schulhaus (1850)                                    | G   | Neudorfstrasse 15.2 651603 / 238872           |              |
| 13 | ja   | Datei hochladen                                      | Huberhof (1781)                                     | G   | Wolfgalgenstrasse 163 651893 / 239068         |              |
| 14 | ja   | Datei hochladen                                      | Ehemaliges Gerichtsweibelhaus mit Brunnen (um 1820) | G   | Oberstegstrasse 109 651694 / 238500           |              |
| 15 | ja   | Datei hochladen                                      | Bauernhaus (frühes 19. Jh.)                         | G   | Oberstegstrasse 80 651943 / 238145            |              |
| 16 | ja   | Datei hochladen                                      | Bauernhaus (1836)                                   | G   | Oberstegstrasse 98 651864 / 238205            |              |
| 17 | ja   | Datei hochladen                                      | Hochstudhaus (18. Jh.)                              | G   | Kreuzbündtenstrasse 202 651104 / 239474       |              |
| 18 | ja   | Datei hochladen                                      | Bauernhaus (1827)                                   | G   | Kirchenfeldstrasse 208 651106 / 239616        |              |
| 19 | ja   | Datei hochladen                                      | Landhaus Dr. Hunziker (1791)                        | G   | Schoren 73 652416 / 238078                    |              |
| 20 | ja   | Datei hochladen                                      | Gautschi-Haus (1830)                                | G   | Schoren 75 652393 / 238072                    |              |
| 21 | ja   | Datei hochladen                                      | Landhaus Dr. Hegnauer (um 1800)                     | G   | Dorfstrasse 200 651114 / 239416               |              |
| 22 |      | Datei hochladen                                      | Südfassade von Gebäude Nr. 69                       | G   | Murhübel 69                                   |              |
| 31 | ja   | Datei hochladen                                      | Wynabrücke (19. Jh.)                                | G   | Dorfstrasse / Oberstegstrasse 651477 / 238827 |              |

Legende: Siehe Legende der Liste der Kulturgüter von nationaler und regionaler Bedeutung. Anstelle der KGS-Nummer wird als Objekt-Identifikator (ID) die Inventar- oder Gebäudenummer in der Bau- und Nutzungsordnung der Gemeinde verwendet.